# Józef Żmigrodzki
Józef Żmigrodzki (ur. 9 marca 1902 w Żyrardowie, zm. 10 grudnia 1984 w Londynie) – polski historyk emigracyjny i działacz socjalistyczny. 

## Życiorys
Od 1920 był studentem Wydziału Humanistycznego Uniwersytetu Warszawskiego. Należał do Związku Niezależnej Młodzieży Socjalistycznej, był współpracownikiem pisma „Nurt”. W 1932 obronił pracę doktorską z filozofii. Pracował jako nauczyciel języka polskiego i historii w szkołach średnich, był współpracownikiem pisma Niepodległość. 
Zmobilizowany po wybuchu II wojny światowej, uczestniczył w wojnie obronnej (1939). Walczył w kampanii francuskiej (1940), w szeregach 2 pułku grenadierów wielkopolskich. W stopniu aspiranta był zastępcą dowódcy plutonu w 1. kompanii I batalionu. Został odznaczony Krzyżem Walecznych i francuskim Krzyżem Wojennym. 
Do 1943 przebywał we Francji, pracował jako nauczyciel w liceum polskim w Villard-de-Lans, uczestniczył w ruchu oporu, w szeregach Polskiej Organizacji Walki o Niepodległość. W 1943 przez Hiszpanię wyjechał do Wielkiej Brytanii, był publicystą prasy związanej z Polską Partią Socjalistyczną, w latach 1946–1947 był redaktorem naczelnym miesięcznika Przed świtem, następnie pracował jako nauczyciel i urzędnik Komitetu dla Spraw Oświaty Polaków w Wielkiej Brytanii. W 1953 wyjechał do Kanady, gdzie pracował w państwowych szkołach dla Indian. W 1964 powrócił do Wielkiej Brytanii, był autorem I tomu wydawnictwa źródłowego Armia krajowa w dokumentach 1939-1945 za okres „wrzesień 1939 - czerwiec 1941" (wyd. 1970). Pracował także nad monografią Towarzystwa Demokratycznego Polskiego, która częściowo ukończona, ukazała się w 1983. Od 1966 był członkiem PTNO, był także sekretarzem Komisji Historyczno-Filologicznej PTNO (1965–1971) oraz członkiem zarządu PTNO (1969–1975).
Związany był z PPS na emigracji (po rozłamie z grupą Adama Ciołkosza). Po powrocie z Kanady czynnie angażował się w działalność partii. Razem z Adamem Ciołkoszem wydał w latach 1966-1970 trzy numery pisma „Lewy nurt”. Od 1966 był z ramienia PPS członkiem Rady Jedności Narodowej, w latach 1973–1978 członkiem V Rady Narodowej RP. Od 1972 wchodził w skład Centralnego Komitetu i Rady Naczelnej PPS, a w 1978 został wybrany p.o. przewodniczącego CK, po rezygnacji Wacława Zagórskiego (z funkcji tej zrezygnował w lutym 1979). W latach 1970–1976 był redaktorem naczelnym pisma „Zew. Kwartalnik socjalistyczny”. 
Jest pochowany na cmentarzu Gunnersbury.

## Wybrane publikacje
- Województwo kaliskie w walce roku 1863 i 1864 : broszura przeznaczona dla młodzieży kaliskich szkół średnich, Kalisz 1936.
- Armia Krajowa w dokumentach 1939-1945, kom. red. Tadeusz Pełczyński, przygotował do druku Józef Żmigrodzki, Londyn 1970- (pierwsze wydanie krajowe - Wrocław: Zakład Narodowy im. Ossolińskich 1990).
- Adam Ciołkosz. Polityk, pisarz, historyk socjalizmu, pod red. Józefa Żmigrodzkiego, Londyn: Wydawnictwo Komitetu Uczczenia 70-lecia Urodzin Adama Ciołkosza 1972.
- Towarzystwo Demokratyczne Polskie, t. 1A: (1832-1835), t. 2B: (1836-1837), Londyn 1983.
- Listy egzotyczne z Kanady, London: Polish Cultural Foundation 1986.